# Étienne III de Sevan
Pour les articles homonymes, voir Sevan (homonymie).
Étienne III de Sevan ou Stépannos III Sewanc‘i (en arménien Ստեփանոս Գ Սևանցի)  est Catholicos de l'Église apostolique arménienne de 968/969 à 972.

## Biographie
Étienne ou Stépannos est abbé de Sevan et parent des catholicos Machtots et  Hovhannès V de Draskhanakert.
Il devient catholicos après le concile d’Ani qui dépose en 968/969 Vahan Ier de Siounie. Il est consacré par un catholicos d'Albanie du Caucase nommé  « Hovhannès » par Mathieu d'Édesse et réside à Argina.
Bien que reconnu par le nord de l’Arménie et le roi Achot III, Étienne III doit lutter contre Vahan soutenu par Abousahl-Hamazasp de Vaspourakan. Il est capturé en venant admonester ce dernier et son prédécesseur, et relégué dans  l’île d’Aghtamar puis enfermé dans la forteresse de Kotorq située dans le canton d’Antzahitzor où il meurt quelques mois plus tard en 972, peut-être assassiné.
Les prélats arméniens d’obédience bagratide élisent alors comme catholicos Khatchik Ier, le neveu d’Ananias de Moks, qui demeure seul catholicos en 974 après la mort de Vahan de Siounie.